# Unplugged (The Korgis)
Unplugged è l'unico album dal vivo del gruppo musicale britannico The Korgis, pubblicato nel 2006.

## Tracce
1. Cold Tea – 4:31
2. Dumb Waiters – 2:40
3. If I Had You – 3:31
4. I Wonder What's Become of You – 3:35
5. That's What Friends Are For – 3:28
6. If It's Alright with You Baby – 3:29
7. Perfect Hostess – 3:17
8. Young 'n' Russian – 3:24
9. All the Love in the World – 3:44
10. Everybody's Got to Learn Sometime – 3:17
11. This World's for Everyone – 3:34
12. Lines – 3:17
13. It Won't Be the Same Old Place – 4:27
14. It All Comes Down to You – 3:48